# Trojaburg

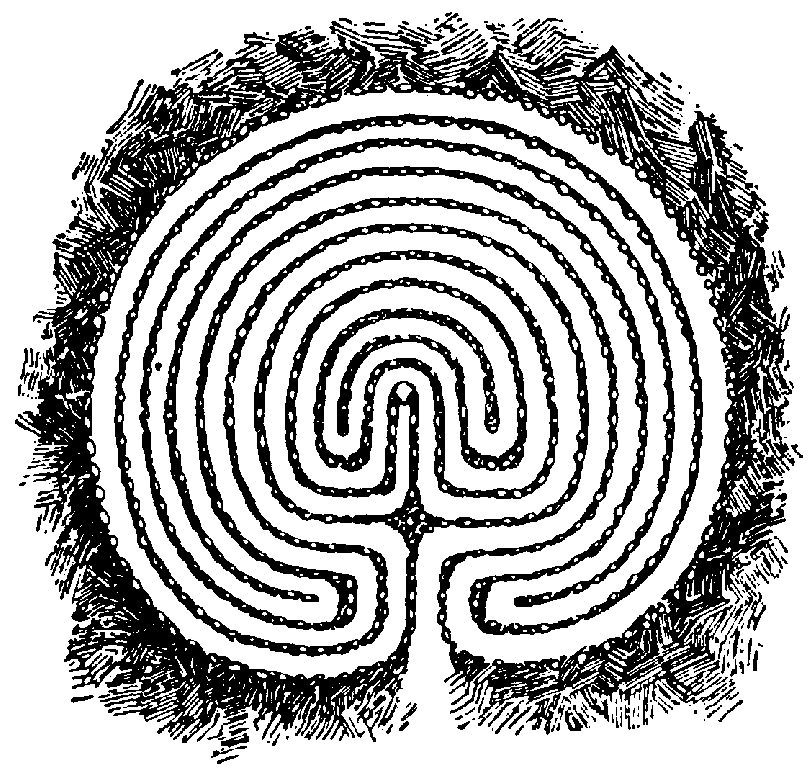
Grundriss einer aus Steinen gelegten Trojaburg in Visby

Als Trojaburgen (schwedisch Trojeborg, plural Trojeborgar oder Jungfrudans; finnisch Jatulintarha, deutsch Jungfrauentanz) werden Steinsetzungen in pseudolabyrinthischer schlingenartiger Form aus faust- bis kopfgroßen Steinen bezeichnet.
Die Durchmesser der Anlagen liegen zwischen 5 und 25 m. Die Steine liegen in Endlosreihen, meistens lose dicht aneinander auf dem Erdboden, sie bilden ein begehbares unverzweigtes (endloses) Wegsystem. In Grundriss und Größe ähneln sie den europäischen Rasenlabyrinthen.

## Verbreitung
Die kurvilineare Figur ist unabhängig voneinander in verschiedenen Kulturen entstanden und taucht in vielen Varianten, nicht nur in Europa (Mollerup Skov) auf, sondern auch in der Neuen Welt, so in der Nazca-Kultur in Peru und bei den nordamerikanischen Hopi-Indianern.

Trojaburgen
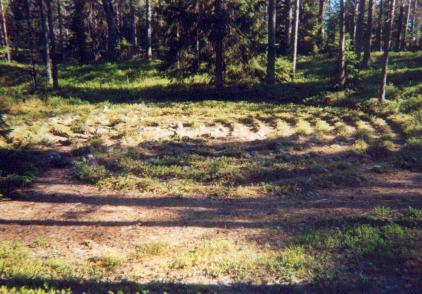
Stor-Haraskär in Ångermanland
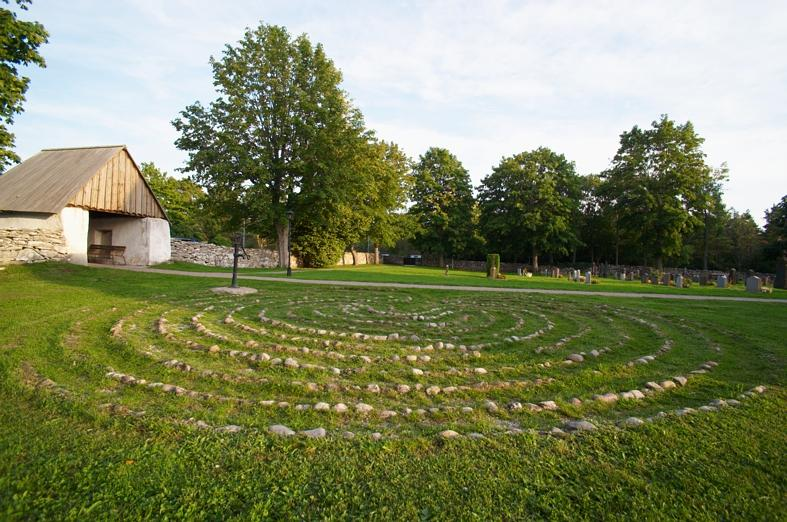
Trojaburg von Fröjel; Gotland
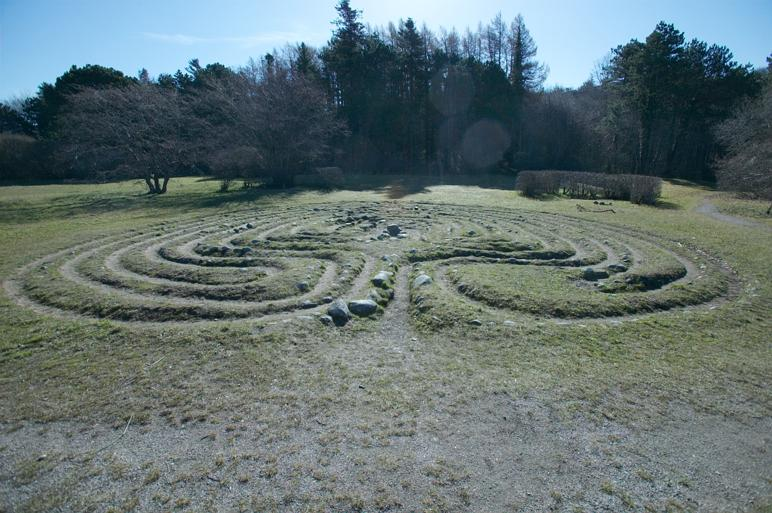
Trojaburg bei Visby, Gotland
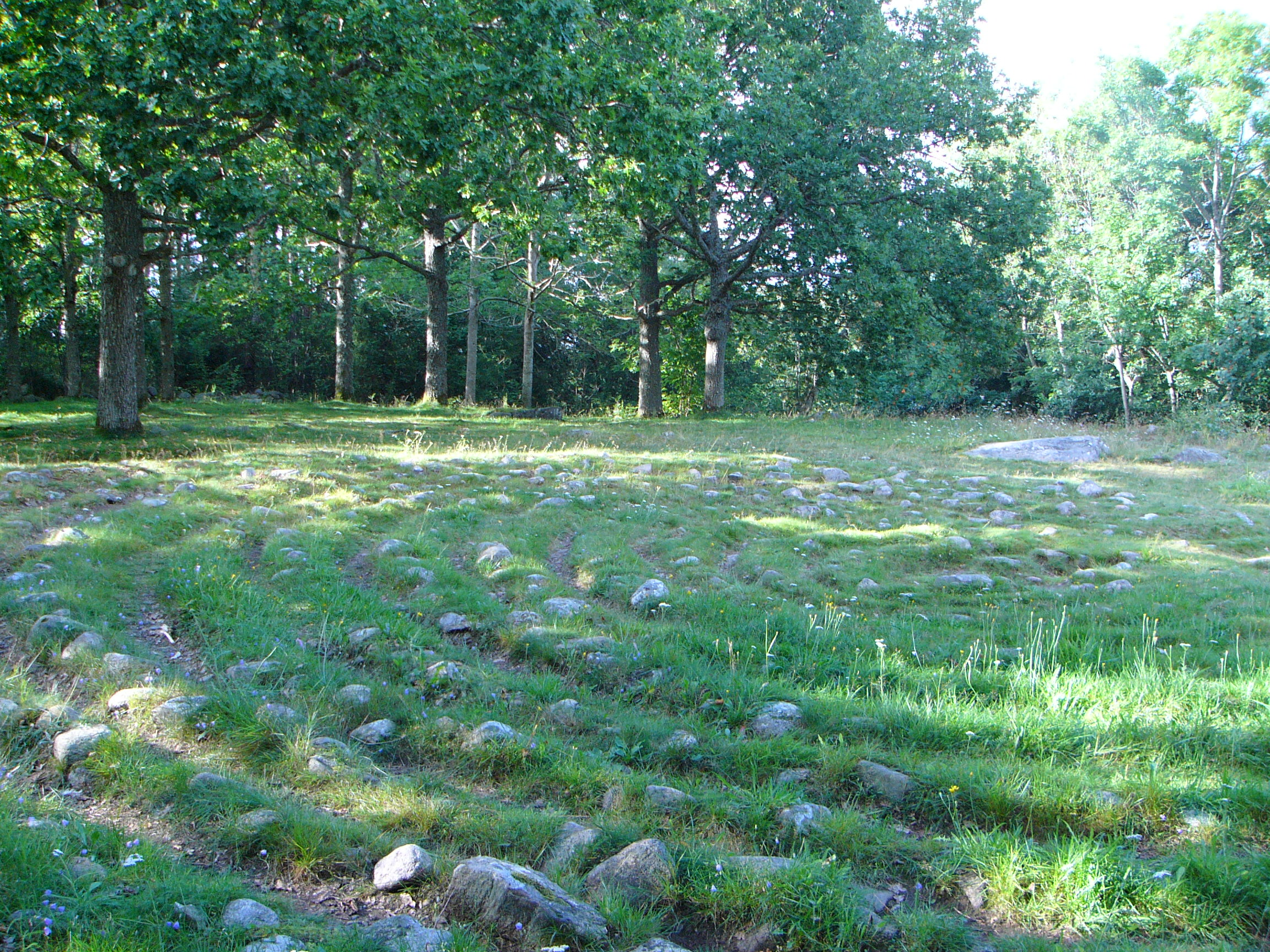
Ulmekärr
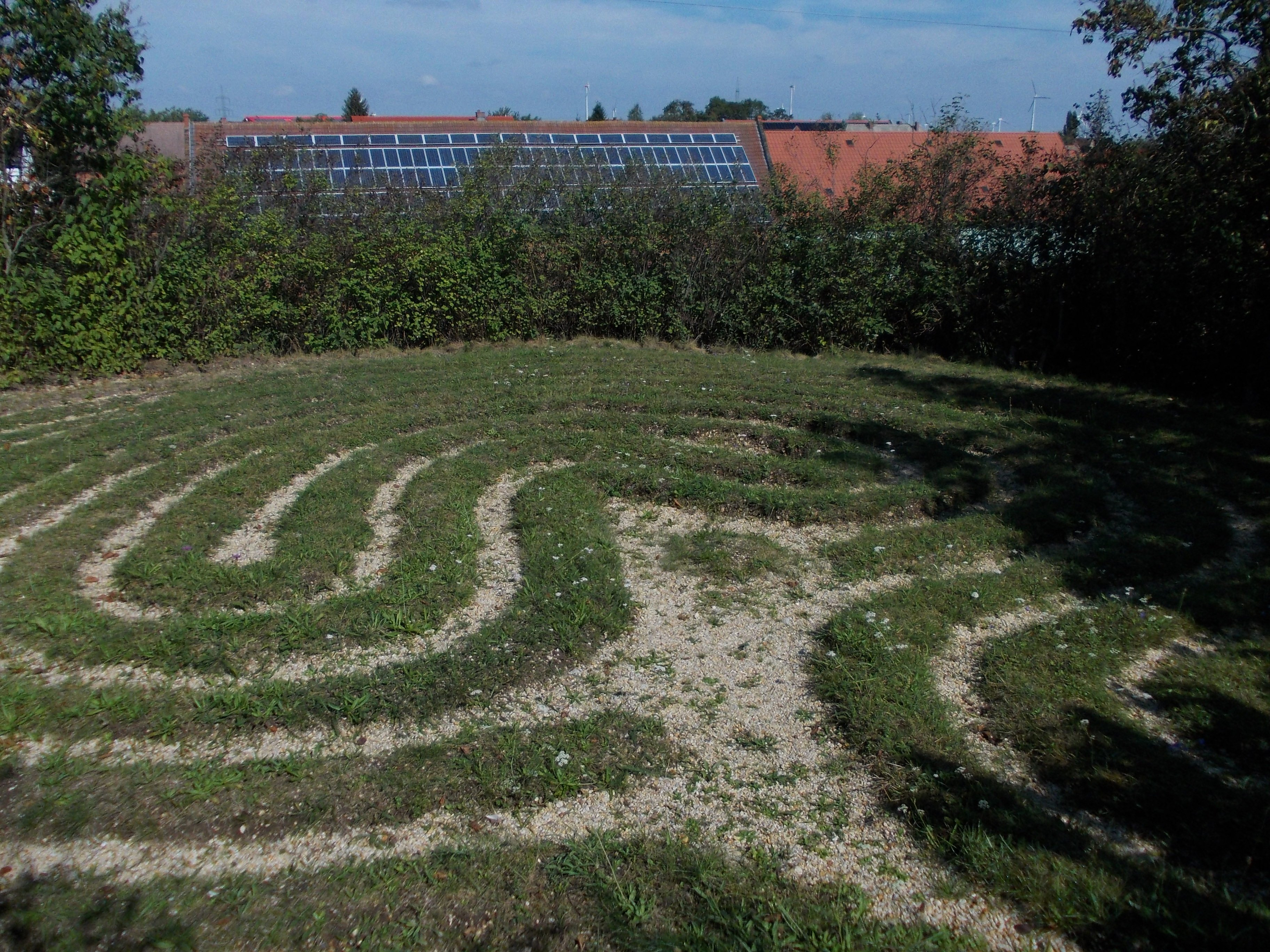
Rasenlabyrinth „Schwedenhieb“ in Graitschen a. d. Höhe
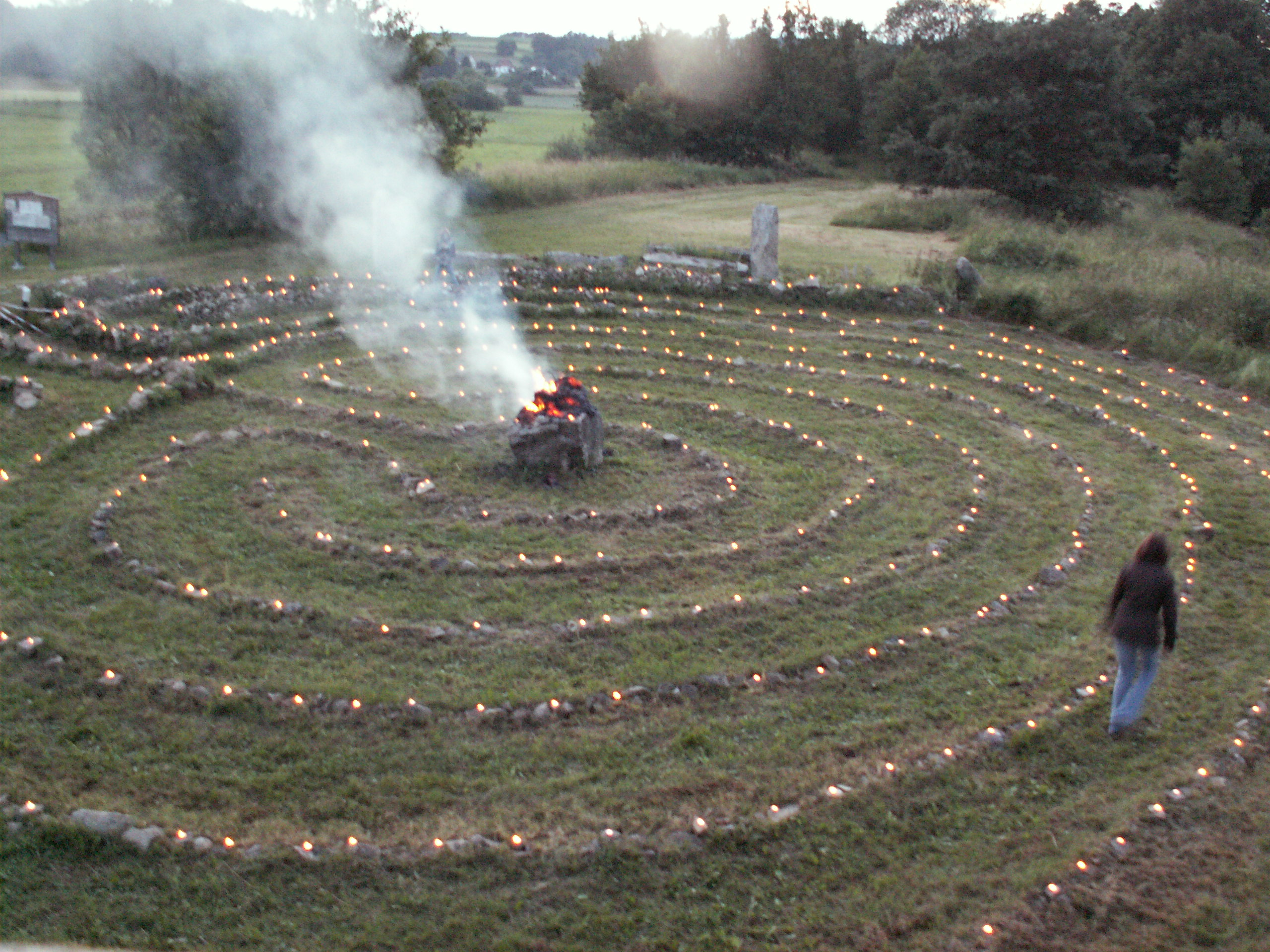
Trojaburg Uckersdorf
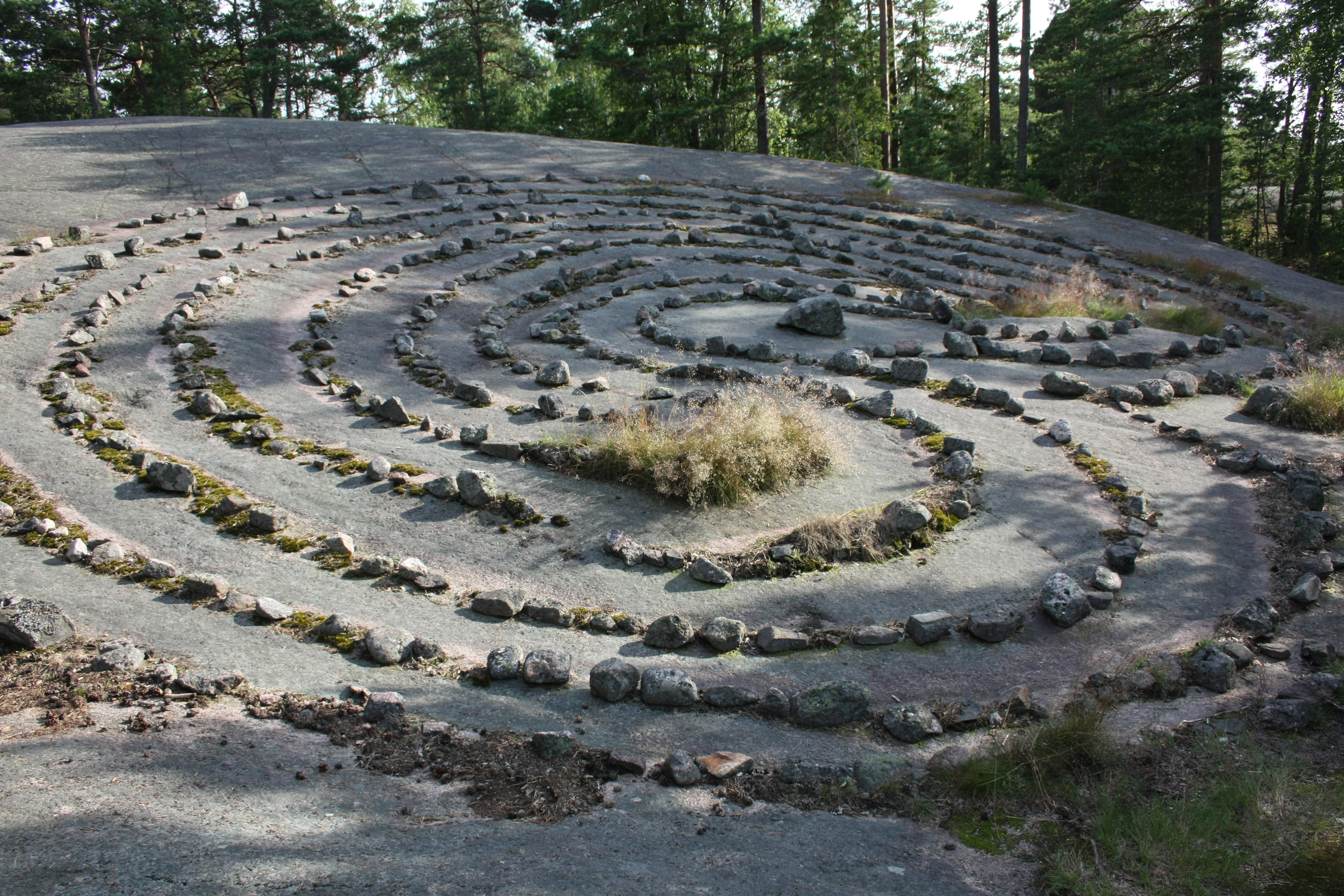
Jungfrudansen (dt. „Jungfrauentanz“) Nagu, Finnland

Trojaburgen fanden oder finden sich häufig in Küstennähe und auf Inseln (Gotland), seltener im Binnenland (z. B. Labyrinth von Tibble).
Seit dem 19. Jahrhundert begannen sich Archäologen und Völkerkundler für diese Stätten zu interessieren. Die meisten Trojaburgen befinden sich im skandinavischen Raum; es existieren etwa 300 in Schweden, etwa 200 wurden in Finnland nachgewiesen, etwa 60 liegen in Russland (Labyrinthe auf Bolschoi Sajazki), 20 in Norwegen sowie einige in Deutschland (Trojaburg Calbe).

## Alter, Herkunft, Zweck
Eine der ältesten Darstellungen, bei dem ein Labyrinth mit dem Begriff (Troja) verbunden ist, stammt von einer etruskischen Vase aus Tragliatella aus dem 7. Jahrhundert v. Chr., wo der Name „Truia“ eingeritzt ist. Die Form war in Europa schon in der Antike bekannt, sie wurde auf griechischen Münzen abgebildet. Eine Wandzeichnung in Pompeji mit dem Text „HIC HABITAT MINOTAVRUS“ bringt sie mit der Sage von Minotaurus und dem Labyrinth von Knossos auf Kreta in Zusammenhang.
Weitere Labyrinthe finden sich in mittelalterlichen Kirchenmalereien in Dänemark, Schweden (Hablingbo), Frankreich und Italien.
Die meisten Trojaburgen sind offenbar jüngsten Ursprungs (19. und 20. Jahrhundert). Die Altersbestimmung ist meist schwierig, da nur über wenige Anlagen schriftliche Zeugnisse existieren. Eine Altersbestimmung kann mit der Lichenometrie versucht werden.
Zu welchem Zweck man die Steinlabyrinthe verwandte, ist unbekannt. Tanzspiele („Jungfrudans“) im Mittelalter, Trainieren von Streitrossen und religiöse Riten wurden vorgeschlagen.

## Trojaburgen
- Schweden
  - Blå Jungfrun, 15 Ringe
  - Borås
  - Bunge (Gotland), Gotland
  - Fröjel, Gotland
  - Lindbacke
  - Majbacken, Gotland
  - Labyrinth von Tibble, 15 Ringe
  - Ulmekärr, 11 Ringe; auch „Trälleborgs slot“ (auch Trelleborg; dt. Trolleburg) genannt. Die Verbindung Trelle- und Trojaborg findet sich häufiger.
  - Visby, Gotland
- Deutschland
  - Trojaburg Calbe bei Calbe (Saale)
  - Trojaburg in Graitschen auf der Höhe (Saale-Holzland-Kreis, Thüringen)
  - Trojaburg bei Steigra (Saalekreis, Sachsen-Anhalt)
  - Trojaburg Uckersdorf bei Schwarzhofen, Bayern
- Dänemark
  - Rørslev auf Fünen
  - Gl. Holtegård auf Seeland
- Finnland
  - Maaria Kyrka (Turku), Labyrinth und Swastika als Wandmalerei
  - Nagu
  - Perna
  - Sipoo (Sibbo)
- Norwegen
  - Seljord
  - Vestre Sildre

Die norwegischen Labyrinthe bilden die westliche Gruppe. Auffällig ist, dass sie nicht in Kirchen gefunden werden. In Seljord ist eines an die westliche Fassade in der Nähe des Eingangs gemalt. In Vestre Slidre liegt eines an der Außenseite der Kirchentür. Die Lage der Labyrinthe könnte darauf hindeuten, dass sie einem apotropäischen Zweck dienten. Labyrinthe auf oder neben Kirchentüren bleiben auf Norwegen beschränkt.